# Le Bristol Paris
Le Bristol Paris – luksusowy hotel przy ulicy Faubourg-Saint-Honoré 112 w 8. dzielnicy Paryża. Jest uważany za jeden z największych i najbardziej prestiżowych hoteli w Paryżu i całej Francji.

## Historia
W 1758 r., podczas budowy Place de la Concorde, książę Noailles sprzedał Jeanowi François Sandriému 60-hektarowy ogród, na którego terenie później powstał hotel. Budynek ten został zbudowany w 1718 r. przez pewnego bankiera, któremu jednak z powodu bankructwa nie udało się dokończyć prac. Później hotel zakupiła hrabina z rodu Damas, a po jej śmierci w 1827 r. obiekt został przekazany jej córce, wdowie po hrabim Charles’u-François de Vogué. Hotel został sprzedany w 1829 roku hrabiemu Jules’owi de Castellane’owi, który dobudował prywatny teatr będący zimową restauracją Hotelu Bristol do 2011 roku. Pozostawiony bez właściciela na następne kilka lat hotel Castellane'ów został nabyty w 1923 przez Hippolyte’a Jammeta, przedsiębiorcę i syna właścicieli słynnej restauracji „Bœuf à la mode”. Hotel odnowiony w stylu art déco z pomocą architektów Gustave’a Umbdenstocka oraz Urbana Cassana, został oficjalnie otwarty w kwietniu 1925 roku. Przyjmuje nazwę ,,Bristol’’ na cześć Fredericka Harveya (czwartego hrabiego Bristolu) lubującego się w zbytku brytyjskiego podróżnika.
W 1945 roku hotel stał się miejscem spotkań światowych ambasadorów i dyplomatów, w 1949 r. zdobył cztery gwiazdki, a w 1962 r. zajął pierwsze miejsce w amerykańskim przewodniku Fielding’s Travel Guide – w ten sposób hotel zdobył popularność w Stanach Zjednoczonych.
W 1978 roku hotel przejął Rudolf-August Oetker, prezes niemieckiej grupy przemysłowej Dr. Oetker. Rok później hotel został powiększony o nowe skrzydło ogrodu (dawnego klasztoru). Wkrótce potem basen i rozległy ogród francuski wzbogaciły tereny hotelu.
W 1994 roku kierownikiem hotelu został mianowany Pierre Ferchaud.
W 2004 roku wizytówka hotelu Bristol została zmieniona: do logo, w którym dominowała zieleń ogrodu dodano dwa dodatkowe elementy.
15 września 2009 roku Bristol został powiększony o sąsiedni budynek, co pozwoliło na dodanie 21 pokoi, 5 apartamentów i nową restaurację ,,114 Faubourg’’.
W 2014 roku na czele działu obsługi klienta stanęła Sonia Papet, stając się tym samym jedyną kobietą na tym stanowisku.
W 2017 roku po śmierci Laurenta Jeannina hotel zmienił głównego cukiernika.

## Rodzina Oetker
Hotel Bristol należy do rodziny Oetkerów. Grupa Oetker Collection działa w kilku branżach, w tym w sektorze hoteli luksusowych. Aktualnie rodzina Oetkerów jest właścicielem Brenner’s Park Hotel (Niemcy), Cap Eden Roc (Antibes), Domaine Saint Martin Castle (Vence), Palais Namaskar (Marrakesz), Fregate Island (Seszele) i wreszcie Hotelu Le Bristol. W tych miejscach grupa hotelowa cały czas konkuruje z LVMH Hotel Management. Projekt luksusowego Hotelu Bristol w Abu Dhabi, rozpoczęty w 2009 roku, ostatecznie nie doszedł do skutku i został przerwany w 2013.
Najnowszym nabytkiem w kolekcji Masterpiece jest hotel L’Apogée Courchevel w Sabaudii.

## Informacje o hotelu
- Hotel zatrudnia 630 osób (2014)[5]

- W holu głównym hotelu znajdują się obrazy i rzeźby osiemnastego i dziewiętnastego wieku nabyte w latach 30. na aukcji zasobów Luwru a także dwa duże gobeliny przedstawiające wiejskie krajobrazy[6]
- W budynku znajduje się 188 pokoi w tym 92 apartamenty. Największym apartamentem jest apartament cesarski o powierzchni 320 m²[7]. Z kolei w apartamencie widokowym nagrywano sceny do filmu Woody’ego Allena „O północy w Paryżu”[7].
- W Bristolu znajduje się największy paryski ogród hotelowy o powierzchni 1200 m². Średnia cena za pobyt w pokoju standardowym wynosiła w 2014[5] 1400 euro za noc.
- W hotelu znajduje się basen wyłożony drzewem tekowym z panoramicznym widokiem na dachy Paryża i Sacré-Coeur
- Budynek ma 7 klimatyzowanych salonów, w tym 4 otwarte na ogród, nowe SPA Bristol (obsługiwane przez La Prairie), salę fitness oraz piekarnię

### Restauracja

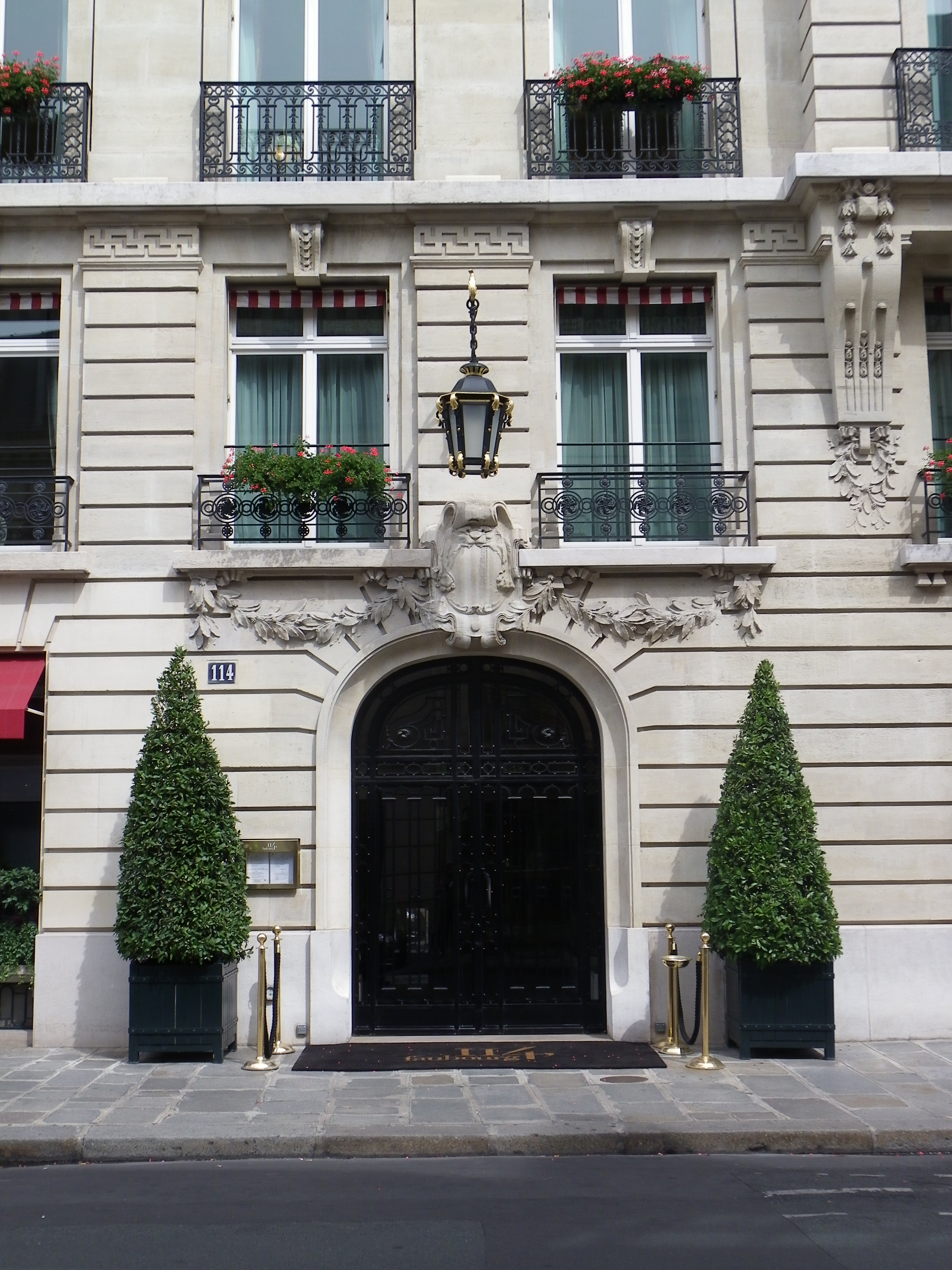
Wejście 114 Faubourg rue du Faubourg-Saint-Honoré w Paryżu

- Słynna restauracja Épicure (szef kuchni: Éric Frechon, 3 gwiazdki Michelin)
- 114 Faubourg (szef kuchni: Loïc Dantec, 1 gwiazdka Michelin), luksusowa piwiarnia w Bristolu.
- Bar Le Jardin Français
- Jest to jeden z dwóch paryskich hoteli, który posiada swoją własną piekarnię (Plaza Athénée).

## Ciekawostki
W czasie okupacji niemieckiej architekt pochodzenia żydowskiego Léo Lehrman był ukrywany w pokoju 106 w Hotelu Bristol. Wówczas hotel ten był jednym z niewielu dużych hoteli w Paryżu, który nie został zarekwirowany przez Niemców, ponieważ właściciel Hippolyte Jammet zawarł w czerwcu 1940 r. umowę z ambasadorem USA Williamem C. Bullittem. Celem było uczynienie z posiadłości aneksu mieszkalnego ambasady amerykańskiej w zamian za bezpłatne udostępnienie hotelu i jego usług. W nocy, kiedy hotel był pusty, Lehrman opuścił swoją kryjówkę, aby potajemnie zaplanować skonstruowanie wewnątrz hotelu windy z kutego żelaza. Tę tajemnicę zachowało 210 pracowników Bristolu.
W 2009 roku, w nocy z poniedziałku (25 maja) na wtorek (26 maja), w apartamencie Hotelu Bristol numer 503, Kinga Legg, polska bizneswoman, została znaleziona martwa – jej nagie ciało, pokryte siniakami leżało w wannie. Kobieta została zamordowana na krótko przed odkryciem jej zwłok. Sekcja wykazała trzy rodzaje obrażeń: na szyi, czaszkowo-twarzowe oraz w okolicach trzustki, co spowodowało krwotok brzuszny. Sprawcą tej zbrodni był Ian Griffin, angielski przedsiębiorca, kochanek Kingi Legg, który po wszystkim uciekł z miejsca zbrodni i wrócił do Anglii. W apartamencie, w którym została zamordowana Polka, policjanci zastali porozrzucane meble, m.in. krzesła oraz stolik nocny. Taki widok mógł być dowodem na to, że przed morderstwem para kłóciła się. Według pracowników hotelu Bristol mężczyzna i jego kochanka przebywali w hotelu przez dwa dni, często zamawiając butelki szampana. Ponadto, pozostali goście hotelowi twierdzili, że słyszeli nieustanne kłótnie z pokoju pary. Aresztowany w Anglii kilka dni po wydarzeni, Griffin został poddany ekstradycji do Francji w marcu 2011 roku. Przebywał na zmianę w więzieniu Fresnes i szpitalach psychiatrycznych i ostatecznie ze względu na chorobę afektywną dwubiegunową został zwolniony i poddany kontroli sądowej w marcu 2013 roku. W 2014 roku Griffin został skazany przez sąd pierwszej instancji na 20 lat więzienia, jednak w 2016 na skutek postępowania odwoławczego wyrok został skrócony do 14 lat. Sąd przysięgłych Essonne orzekł, że Griffin ponosi odpowiedzialność za swoje czyny, ale należy brać pod uwagę fakt jego niepoczytalności w czasie zdarzenia.

## Hotel Bristol w filmie
- 1993: Wiek niewinności (Martin Scorsese), scena finałowa została nakręcona w pokoju hotelu Bristol
- 2009: Koncert, jeden z muzyków wynajmuje pokój w Bristolu
- 2011: O północy w Paryżu (Woody Allen), Owen Wilson i Rachel McAdams nocują w Bristolu, gdzie dzieje się wiele scen[12].

## Dane finansowo-organizacyjne
Hotel Bristol został utworzony w 1957 r., a od 2016 r. zarządza nim Luca Allegri. W 2016 r. obrót hotelu osiągnął 62 000 tys. EUR a strata netto z tego tytułu wynosiła 11,001 tys. EUR. Liczba pracowników w 2016 r. to 571 osób.